# Shirogumi
Shirogumi Inc. (白組) est un studio d'animation et d'effets spéciaux numériques japonais fondé le 28 août 1974. Le siège social de l'entreprise est situé dans le quartier d'Aoyama, à Tokyo, qui possède également un studio à Sangenjaya (dans l'arrondissement de Setagaya) et à Chōfu

## Production
- 2008 : Antique Bakery (TV)
- 2010 : Moyasimon (TV)
- 2011 : Friends: Mononoke Shima no Naki (film)
- 2012 : Moyashimon Returns (TV)
- 2012 : Shiranpuri (movie)
- 2013 : Yūto-kun ga Iku (TV)
- 2014 : Yūto-kun ga Iku (film)
- 2014 : Stand by Me Doraemon (film)
- 2015 : Etotama (TV)
- 2015 : Gamba: Gamba to Nakama-tachi (film)
- 2016 : Nyanbo! (TV)
- 2019 : Dragon Quest: Your Story (film)

### Graphisme additionnel
- 2007 : Piano Forest (film)
- 2011 : Five Numbers! (OAV)
- 2011 : Pretty Rhythm Aurora Dream (TV)
- 2015 : Mobile Suit Gundam: The Origin (OAV)
- 2014 : Parasyte (film en prises de vues réelles)[2]

### Autre
- 2010 : Space Battleship (film en prise de vues réelles) : effets spéciaux
- 2011 : Tiger & Bunny (TV) : graphisme 3D
- 2013 : Sanjōgattai Transformers Go! (OAV) : animation 3D